# Ayoye!
Ayoye! est une série télévisée jeunesse québécoise quotidienne en 180 épisodes de 25 minutes produite par Carmen Bourassa et Lucie Veillet et diffusée entre le 8 octobre 2001 et le 24 avril 2003 à la Télévision de Radio-Canada. Chaque semaine, une nouvelle histoire était présentée, échelonnée sur quatre épisodes. L'émission s'adressait à un jeune public et était de style fantastique.

## Synopsis
Manuel Lalumière Dufort découvre que ses nouveaux voisins, la famille Bacon sont des extraterrestres qui ont été envoyés sur terre pour découvrir le Gros Fun Noir et qui ont un lien avec une habitante de Chicoutimi qui s'est fait enlever 40 ans avant les événements de la série.

## Distribution
- Julien Bernier-Pelletier : Manuel « Man » Lalumière-Dufort
- Isabelle Brouillette : Navette Bacon
- Salomé Corbo : Deli Bacon
- Patrick Drolet : Fléonard « Fléo » Bacon
- Yan England-Girard : Kenneth de Grandpré
- Jean-François Gaudet : Luc Dufort
- Martin Héroux : Spoutnik Bacon
- Hélène Major : Luce Lalumière #1
- Véronique Marchand : Tania Lajoie-Dufort
- Raphaël Martin : Louis-Philippe « LP » Lalumière-Aucoin
- Marie-Josée Tremblay : Glaïeul Goulet
- Maude Provost : Roxanne
- Leanne Hébert-Nguyen : Mei
- Suzanne Garceau : Ginette de Chicoutimi
- Bianca Gervais : Marlène
- Martine Bertrand : Une amie de Tania
- Dominique Landry : Luce #2
- Jérome Leclerc Content : Lunio
- Sylvain Marcel : Gaston Gascon
- André Robitaille : Maître Catafard
- Réal Bossé : L'ex de Luce
- Janine Sutto : Tante Josette
- Daniel Do : Le père de Navette
- Benoît Girard : M. Lussier
- Denis LaRocque : M. Sauvé
- Jean-François Boudreau : M. Valiquette

## Fiche technique
- Productrices : Carmen Bourassa et Lucie Veillet
- Producteurs exécutifs : Jacques Bonin et Claude Veillet
- Conceptrices : Joanne Arseneau, Carmen Bourassa, Michèle Tougas, Maryse Joncas, Lucie Veillet
- Réalisateurs : François Côté, Pierre Théorêt, Hélène Girard
- Scénaristes : Joanne Arseneau, Pierre-Yves Bernard, Marie Perreault, Louise Roy, Claude Landry, Claude Paquette, Jean Pelletier, Andrée Lambert, Sylvie Pilon, Isabelle Doré, Mathieu Plante

## Épisodes

### Première saison (2001-2002)
1. L'arrivée
2. Le BBQ
3. Aime-moi Terrien!
4. Le secret de Man
5. Le steak
6. Madame Belzébuth
7. Grandeur et chute d’un empire
8. En route vers le Klondike
9. Le don de Fléo
10. Le doute de Man
11. SOS Amazonie
12. Une lettre compromettante
13. Papouille décrocheur
14. La première tentation de Fléo
15. La révolte du nerd
16. Tous derrière moi
17. Je veux être ton amie!
18. Passionnément amical
19. Le gros désordre amoureux
20. La grande consolation
21. L’amitié, c’est chien des fois
22. L’allergie, c’est au poil
23. Adieu la Terre!
24. www.copain.com
25. Transgression 101
26. La nuit interdite
27. Céréales «killer»
28. Transgression 102
29. La bombe
30. Les joies du camping
31. Déli au banc des accusés
32. Le Ronflofun
33. La passation des roues noires
34. Victime de la mode
35. Un vélo, c’est un vélo!
36. Moi aussi j’existe!
37. La fête du Grand Béret
38. Ma, ta, sa, notre, votre, leur famille
39. No «U» turn
40. Le retour de l’enfant prodige
41. La boîte (crânienne) à musique
42. FLÉO-MAN-IA
43. Soir de dernière
44. Chute de l’Empire
45. Fléo se fait une blonde
46. Brève liaison
47. Deux lièvres à la fois
48. Le party
49. La fête puante
50. La course à l’antivol
51. Nuit d’enfer
52. Bonjour la visite!
53. Permission de rêver
54. Man à l’école de l’humour
55. Ginette s’en mêle
56. La naissance de Ti-Casse et Moumoute
57. Menteries 101
58. A beau mentir qui vient de loin
59. Perdre la face ou perdre la tête
60. Vérités et mensonges
61. Comme un poisson dans l’eau
62. Cadenassés au max
63. Garde à vue
64. La konvention
65. L’exil
66. Le transfuge
67. Moi, Fléo, Empereur
68. Couper les ficelles
69. Amour et action
70. Pré-prod.
71. Rêve américain
72. Super squeedgee
73. Tania, gardienne avertie
74. Que le meilleur garde
75. Bonsaï pour tailles fortes
76. Rififi à tremble-ville

### Deuxième saison (2002-2003)
1. La vie secrète des secrets
2. Battre le frère quand il est chaud
3. Envoye, sur ta planète, le fouet
4. Bienvenue dans le club!
5. Mère à vendre
6. Vrai party, faux parent
7. Un Man à la mer
8. L’éruption du mont Man
9. Le théâtre de la vie
10. Jeux drôles ou jeux de rôles?
11. Déli rend les armes
12. Pour en finir avec Roméo et Juliette
13. Les règles d’or du mannequin
14. La faim justifie les moyens
15. Le portfolio
16. La vie sans retouches
17. La déclaration de guerre
18. La filature
19. Tout ça pour ça!
20. La déchirure
21. Les souffre-douleurs
22. La Maladie du Bacon
23. Médecins sans frontières
24. Oh Le vilain petit canard!
25. La Puce à l’oreille
26. Le Cœur net
27. Baisers volés
28. Le Prix à payer
29. Les Ailes du désir
30. Le Jeune Homme et la Mère
31. La Chambre des machinations
32. Un Goût de citron
33. Près des yeux, loin du cœur
34. À la recherche du temps perdu
35. La honte, ça pue
36. Qui aime qui?
37. Sexe symboles
38. DZZZ… ou le choc amoureux
39. Dans le noir
40. La maladie d’amour
41. Le Grand Aye-Aye
42. L’Esprit pratique
43. La vie est un combat
44. La Revanche du mammouth
45. Timidité, mode d’emploi
46. Les Timides ont toujours tort
47. Une Piscine de larmes
48. Peurs et Chuchotements
49. Le Petit Parti
50. La Bête politique
51. Les Préparatifs de guerre
52. La Mort des illusions
53. Un Phil à la patte
54. Ex, Mensonges et Vidéo
55. Madame Luce Bacon
56. Péril en la demeure
57. Et la lumière fut
58. No logo
59. Ça va sauter!
60. Effet boomerang
61. Le Coup du Super Maillet
62. L'écureuil qui tue
63. Mort et Remords
64. Les quatre volontés
65. Un Esprit dérangé
66. La logique du plus fort
67. Manipulations d’esprits
68. La planète qui sent bon
69. La Disparition
70. Où est Glaïeul?
71. Illusion
72. Renaître à la vue
73. Mei la petite Chinoise
74. Les Grands Frères
75. Adopté à l’unanimité
76. Grand Frère à louer
77. La Peur au ventre
78. Preuves scientifiques
79. Voyages désorganisés
80. La Dernière Heure
81. La Déconfiture de LP
82. L’Ennemi invisible
83. Tania superstar
84. Chassé-croisé
85. Amour et Poutine aux fruits
86. Méli-mélo-Déli-Lino
87. Un Jour pour l’amour
88. La Machine à aimer
89. Les voisins sont des extraterrestres
90. Hypnose et fluide vert
91. Panique sous les étoiles
92. Le Départ des extraterrestres
93. Vert demain
94. Dépotoir blues
95. Amours, vidanges et jalousies
96. Molécule tox XXX
97. Famille modèle
98. Silence on tourne
99. La réalité de la téléréalité
100. Famille moderne : sabotage
101. Crèmes et poésie
102. Les Cornets contre-attaquent
103. Le Rapt d'une jeune fille douce
104. La Rançon et la gloire

## Récompenses
2003 : Nominations Prix Gémeaux
- Meilleure réalisation : jeunesse
- Meilleur texte : jeunesse
- Meilleurs maquillages / coiffures : toutes catégories

2002 : Nominations Prix Gémeaux
- Meilleurs décors : toutes catégories
- Meilleur création de costumes : toutes catégories
- Meilleure interprétation premier rôle, émission ou série jeunesse : Salomé Corbo dans le rôle de Déli Bacon
- Meilleure interprétation premier rôle, émission ou série jeunesse : Patrick Drolet dans le rôle de Fléonard Bacon
- Meilleure interprétation dans un rôle de soutien : émission ou série jeunesse : Martin Héroux dans le rôle de Spoutnick Bacon
- Meilleure interprétation dans un rôle de soutien : émission ou série jeunesse : Hélène Major dans le rôle de Luce Lalumière